# Aššur-nirárí IV.
Aššur-nirárí IV. (dosl. [Bože] Aššure, přijdi na pomoc) byl král Asýrie v tzv. středoasyrském období. Nastoupil na trůn roku 1019 př. n. l. jako právoplatný dědic svého otce Salmanassara II. Z období jeho vlády se nezachovaly žádné informace, řadí se tak k asyrskému „období temna“. Vládl 6 let a roku 1013 př. n. l. na asyrský trůn usedl jeho strýc Aššur-rabi II.